# スペース・レンジャー バズ・ライトイヤー 帝王ザーグを倒せ!
『スペース・レンジャー バズ・ライトイヤー 帝王ザーグを倒せ!（英語: Buzz Lightyear of Star Command: The Adventure Begins）』は、アメリカで2000年に公開されたディズニー映画『トイ・ストーリー』のスピンオフアニメ映画。VHS・DVDリリースされた。日本では2006年にリリースされた。
『トイ・ストーリー』シリーズはピクサー・アニメーション・スタジオの3DCGアニメ作品だが、この作品はディズニー・テレビジョン・アニメーション制作の2Dアニメとなっている。『トイ・ストーリー』の世界で放送されているアニメという設定で、テレビアニメ『スペース・レンジャー バズ・ライトイヤー』の序章にあたる。

## 概要
「トイ・ストーリー」に登場する最新式おもちゃのバズ・ライトイヤーが、そのモデルになったアニメの主人公として活躍する長編アニメ映画。
銀河の平和を守るためにスペースレンジャーのバズが大活躍する。スリル満点のアクションや、思わず笑ってしまうギャグ満載、前作の「トイ・ストーリー」シリーズの世界を広げた新しいエンタテインメント。

## あらすじ
宇宙防衛軍スペースコマンドのスペース・レンジャー・バズ・ライトイヤーとパートナーのワープ・ダークマターは、行方不明の3人のリトル・グリーン・メンを救出する任務を与えられた。リトル・グリーン・メンの装置「ユニ・マインド」のおかげで3人を誘拐した帝王ザーグの本拠地を突き止めた二人はミッションを成功させるが、ワープが命を落としてしまう。ワープの死に責任を感じたバズは「スペース・レンジャーは二人一組で任務に着く」という自分が決めた規則を拒み、単独行動するようになる。
見かねたネビュラ隊長はバズの新しいパートナーに新人のミラ・ノヴァを、リトル・グリーン・メンは死ぬ心配のないロボットのXRを推薦する。そして掃除係のブースターもスペースレンジャーに憧れていた。その時、リトル・グリーン・メンが母星の危機を察知し、バズはやむを得ずXRを連れて任務に向かう。ザーグの新たな手下・エージェントZはリトル・グリーン・メンの意思疎通の源ユニ・マインドを狙っていた。リトル・グリーン・メンはスターコマンドシップを動かすために欠かせない支援部隊だが、心をひとつにしなければ使いものにならないのだ。 
XRは順調にバズをアシストするが破壊されてしまい、ユニ・マインドもエージェントZに奪われ、リトル・グリーン・メンの心はバラバラになってしまう。それでも「もうパートナーは要らない」と言い張るバズと、彼のパートナーになりたくて仕方がないミラ、ブースター、XR。4人が険悪な雰囲気になる中、ザーグはユニ・マインドを悪に染めて悪者電波を作り上げ、バズたち以外の人々を自分の分身にしてしまう。

## キャラクター

### 本編
キャラクター名（日本語版声優/英語版声優）
- バズ・ライトイヤー（CV：稲葉実/ティム・アレン）
- ザーグ（CV：玄田哲章/ウェイン・ナイト）
- ミラ・ノヴァ（CV：本田貴子/ニコール・サリバン）
- ワープ・ダークマター＆エージェントZ（CV：大塚芳忠/ディーリッチ・ベイダー）
- XR（CV：堀内賢雄/ラリー・ミラー）
- ブースター（CV：茶風林/スティーヴン・ファースト）
- ネビュラ隊長（CV：内海賢二/アダム・カローラ）
- リトル・グリーン・メン（CV：鈴木琢磨、三ツ矢雄二、仲野裕/パトリック・ウォーバートン）
- ブレイン・ポッド（CV：長島雄一、中尾隆聖/ショーン・ヘイズ、チャールズ・キムブロウ）
- グラブ（CV：龍田直樹/フランク・ウェルカー）
- フラーン（CV：鈴木琢磨/フランク・ウェルカー）

### おもちゃ達
- ウッディ・プライド（CV：辻谷耕史/ジム・ハンクス）
- ジェシー（CV：鈴木麻里子/セリフなし）
- レックス（CV：三ツ矢雄二/ウォーレス・ショーン）
- ハム（CV：大塚周夫/アンドリュー・スタントン）
- ウィージー（CV：佐古正人/ジョー・ランフト）
- 軍曹（CV：谷口節/R・リー・アーメイ）

## 日本語版製作スタッフ
- 翻訳 - 松井まり
- 演出 - 高桑一
- 録音制作 - テレシス
- 日本語版製作 - Disney Character Voices International, Inc.